# Rhopalopyx preyssleri
Rhopalopyx preyssleri är en insektsart som först beskrevs av Herrich-Schäffer 1838.  Rhopalopyx preyssleri ingår i släktet Rhopalopyx, och familjen dvärgstritar. Arten är reproducerande i Sverige.